# 苏霍别兹沃德诺耶
苏霍别兹沃德诺耶（羅馬化：Sukhobezvodnoye）是俄罗斯下诺夫哥罗德州的市级镇，属州辖市谢苗诺夫市，地处下诺夫哥罗德州中北部，位于谢苗诺夫及州府下诺夫哥罗德东北方。镇内设有同名铁路车站。
该地2021年人口有5,827人；2010年人口6,376；2002年人口6,748；1989年人口4,546。